# آندره‌آ ککی
آندره‌آ کِـکی (ایتالیایی: Andrea Checchi؛ ‏ ۲۱ اکتبر ۱۹۱۶ – ۲۹ مارس ۱۹۷۴) بازیگر اهل ایتالیا بود.

## بخشی از فیلم‌شناسی
- دو زن
- دیوارهای مالاپاگا
- ۱۸۶۰
- یکشنبه سیاه
- ترور
- واترلو
- زیباترین روزها
- برادران کارامازوف
- هتل لونا، اتاق ۳۴
- ده فرمان
- زنجیرهای ناپیدا
- مسیر نفرت
- قطار شب به میلان
- دن کامیلو: عالی‌جناب
- مانون لسکو
- عشق‌های حزن‌انگیز
- خاطرات دخترمدرسه‌ای
- ستارگان پائین را می‌نگردند
- در آخرین لحظه
- من، من، من… و دیگران